# Баћко Бојић
Баћко Бојић је кум Срећка Шојића који се појављује у серији Бела лађа. Након хапшења Шојића, долази из дијаспоре где је прикупљао новац за опстанак странке. Усељава се у Шојићеву кућу и преузима његову странку. Појавио се у шестом циклусу, и по многима је копија инспектора Клузоа. Измислио га је Синиша Павић, а тумачио Бранимир Брстина.